# حیدر عباسی
حیدر عباسی (۱۳۲۲، مراغه) متخلص به «باریشماز»  عارف و شاعر و نویسنده معاصر ایرانی است. وی علاوه بر ذوق ادبی، در نقاشی، مجسمه‌سازی و حکاکی مهارت قابل توجهی دارد.

## زندگی
حیدر عباسی در سال ۱۳۲۲ در شهر مراغه به دنیا آمد. تحصیلات ابتدایی و متوسطه را در مراغه و تحصیلات عالی را در دانشگاه آذرآبادگان با اخذ لیسانس زبان و ادبیات انگلیسی به پایان رساند.
ترجمه و تفسیر کتاب‌های نهج البلاغه و مثنوی معنوی (شرح الانوار) به زبان ترکی با تلاش حیدر عباسی شاعر مشهور مراغه در مدت ۴۲ سال انجام شده‌است.
ترجمه و تفسیر کتاب نهج البلاغه هم‌اکنون توسط اداره کل فرهنگ و ارشاد اسلامی آذربایجان شرقی به زبان آذربایجانی لاتین جهت توزیع و فروش در کشور جمهوری آذربایجان ترجمه می‌شود.
ترجمه و تفسیر نهج البلاغه در سه جلد چاپ شده و مثنوی معنوی نیز در شش جلد چاپ شده که نویسنده آن علاوه بر ترجمه متون کتاب به زبان ترکی، تفسیر و شرح آن را نیز به همین زبان آورده‌است.
این شاعر مراغه‌ای به زبان‌های ترکی، عربی ،انگلیسی ،فرانسه و روسی تسلط کامل دارد و اغلب آثارش را به ترکی نوشته و متخلص به باریشماز است.

## نمونه اشعار
ترجمه نی‌بنام به ترکی (از شرح انور):
| گـَل ائشیت نِئی‌دن، شکایت ائیله‌ایر    |  | آیریْلیق‌لاردان حکایت ائیله‌ایر        |
| تا قامیْشلیق‌دان اؤزولدو الفتیم      |  | آغلادیْب دؤنیانیْ سوْنسوز محنتیم       |
| هجردن یانمیْش اؤرک‌دیر ایسته‌ایم      |  | اشتیاقیْن آغریْسین، تا سؤیله‌ایم       |
| اؤز کؤکوندن کیمسه کیم دؤشدو اوزاق  |  | آختارار بیرلشمه‌یه داییم یاراق       |
| جمع‌لرده آه و نالم سالدیْ ایز        |  | موتلو هم موتسوزلا اوْلدوم دیز به دیز |
| یار اوْلور هرکس منه بیر ظنّ ایلن     |  | یوْخ ایشی سینه‌مده اوْدلو سیررینن      |
| لیک نالم‌دن دگیل سیْرریم اوزاق       |  | گؤرمه‌مزلیک گؤزلره اوْلموش دوزاق      |
| تن روان‌دان جان‌دا تن‌دن آیریْ یوْخ     |  | گؤرمه‌یه جانی بو جیسمین اذنی یوْخ     |
| نئی‌ده‌کی ناله دگیل یئل، اوْددور اوْد  |  | بو اوْدا اوْدلانمایان جندک‌دی خوْد      |
| نئی‌ده‌کی اوْد مئی‌ده‌کی قایناقدیْر عشق  |  | عشق دورغون‌لوق دگیل اوْیناق‌دیْر عشق    |
| نئی‌دی یاردان آیریْلانلار همدمی      |  | نئیدی ییْرتان ناله‌سی ایلن پرده‌نی     |
| نئی‌کیمی دردی، دوانیْ کیم گؤرؤب      |  | نئی‌ده‌کی سیزقیْن نوانی کیم گؤرؤب      |
| قانلیْ یوْل‌لاردان آچیْر سؤز اوْدلو نئی |  | اوْدلانانلاردان آچیْر سؤز اوْدلو نئی   |
| بوردا هوش تاپماق باییْلماق‌دیر گؤزل  |  | مست‌لیک ایچره آییْلماق‌دیر گؤزل        |
| غصه‌میزدن قرنلر قالدیْ ملر           |  | سوزونان بیرلشدی آیلار هفته‌لر        |
| گؤنلریم گئچدی قوْی اؤتسؤن عیبی یوْخ  |  | قال‌گیْنان سن ائی‌کی سندن غیری یوْخ     |
| گؤن قاراتدیْ عشق‌دن پایسیْز یقین      |  | یانقیْ‌سی سؤندوْ بالیْق‌دان غیری‌نین      |
| پیش‌می‌شین حالیْن گؤزل خام آنلاماز    |  | قیْسسا گل خامیْ یئتیش‌میش دانلاماز     |

### چاپ شده
- ن‍غ‍م‍ه داغ‍ی و اس‍ت‍ع‍م‍ار، ۱۳۶۳
- ک‍ع‍ب‍ه و ق‍ان‍ل‍ی اذان و ی‍ار و ن‍ار، ۱۳۷۹
- ت‍رج‍م‍ه و ت‍ف‍س‍ی‍ر م‍ث‍ن‍وی م‍ع‍ن‍وی: ش‍رح ان‍ور، ۱۳۸۱
- گ‍ول‍ن‍ده ه‍رزام‍ان م‍ش‍اع‍ی‍ر و ش‍ی‍طان، ۱۳۸۲
- س‍س، ۱۳۸۲
- دووارلار، ۱۳۸۲
- اودوم‍ل‍و دی‍ره‌ک، ۱۳۸۳
- نغمه داغی، ۱۳۸۳
- چ‍اغ‍ی‍ری‍ل‍م‍ام‍ی‍ش ق‍ون‍اق‍لار، ۱۳۸۳
- م‍خ‍ن‍ث‌ل‍ر، ۱۳۸۳
- وال‍ع‍ص‍ر، ۱۳۸۴
- دارت‍ی‍ل‍م‍ام‍ی‍ش دن‍ل‍ر (ح‍ی‍ک‍ای‍ه‌ل‍ر)، ۱۳۸۴
- تبت یدا… ، ۱۳۸۶
- نمی‌ازیم: ترجمه و شرح دعای صباح حضرت امیرالمؤمنین علی علیه السلام، ۱۳۸۸
- نهج البلاغه نین تورکجه ترجمه سی (در دوجلد) شامل متن عربی و ترکی نهج البلاغه
- شب‌های حرا
- خطبه متقین ین و حدیث عنوان بصری نین آچیقلاماسی